# Qastíliya (Granada)
Qastíliya (en àrab قسطيلية, Qastīliya) fou una fortalesa i una ciutat i, durant un temps, la capital de la cora d'Elvira o Ilbira, a l'Àndalus. La cora d'Elvira es corresponia, aproximadament, amb el territori de l'actual província de Granada i la capital n'era l'antiga ciutat romana d'Elvira, anomenada Ilbira pels andalusins. En 747 es va fundar, uns 12 km al nord-oest d'Ilbira, entre Atarfe i Pinos Puente, a la Serra Elvira, una nova ciutat anomenada Qastíliya, on va passar a residir làmil (governador militar) de la cora. És probable que es construís sobre una antiga fortalesa romana (castella), la qual cosa n'explicaria el nom. Tot i que Qastíliya fos la seu de làmil, el districte va conservar el nom d'Ilbira i, a la pràctica, Qastíliya va acabar sent coneguda com a Nova Ilbira, mentre l'antiga Ilbira, poblada majoritàriament per jueus i cristians, va acabar sent anomenada Gharnata (Granada). La destrucció de Qastíliya pels amazics el 1010 hauria provocat els trasllat de la capital a l'antiga Ilbira, és a dir a Gharnata.